# Stropharia rugosoannulata
Strophaire à anneau rugueux, Strophaire rouge vin, Cèpe de paille
Espèce
La Strophaire à anneau rugueux (Stropharia rugosoannulata) est une espèce de champignons basidiomycètes de la famille des  Strophariaceae. Elle est facilement reconnaissable à son chapeau brun vineux, ses lames violacées, son anneau denté et aux cordons mycéliens qui prolongent son pied. Elle est assez commune en Amérique du Nord et en Europe, où elle pousse naturellement sur l'humus des milieux urbains ou des forêts de feuillus. Bien qu'il ait été découvert aux États-Unis, le champignon est surtout connu en Allemagne et en Europe centrale, où sa culture dans les jardins a été mise à la mode dans les années 1970. C'est un comestible acceptable, qui compense son goût un peu fade par sa taille importante.

## Dénominations
En français, elle est surtout connue comme « Strophaire à anneau rugueux », qui correspond à son nom scientifique. On rencontre aussi les noms « Cèpe de paille », en référence à sa culture sur ce substrat, ainsi que « Strophaire rouge vin ». En japonais, le champignon est appelé « saketsubatake »[réf. souhaitée].

## Taxinomie

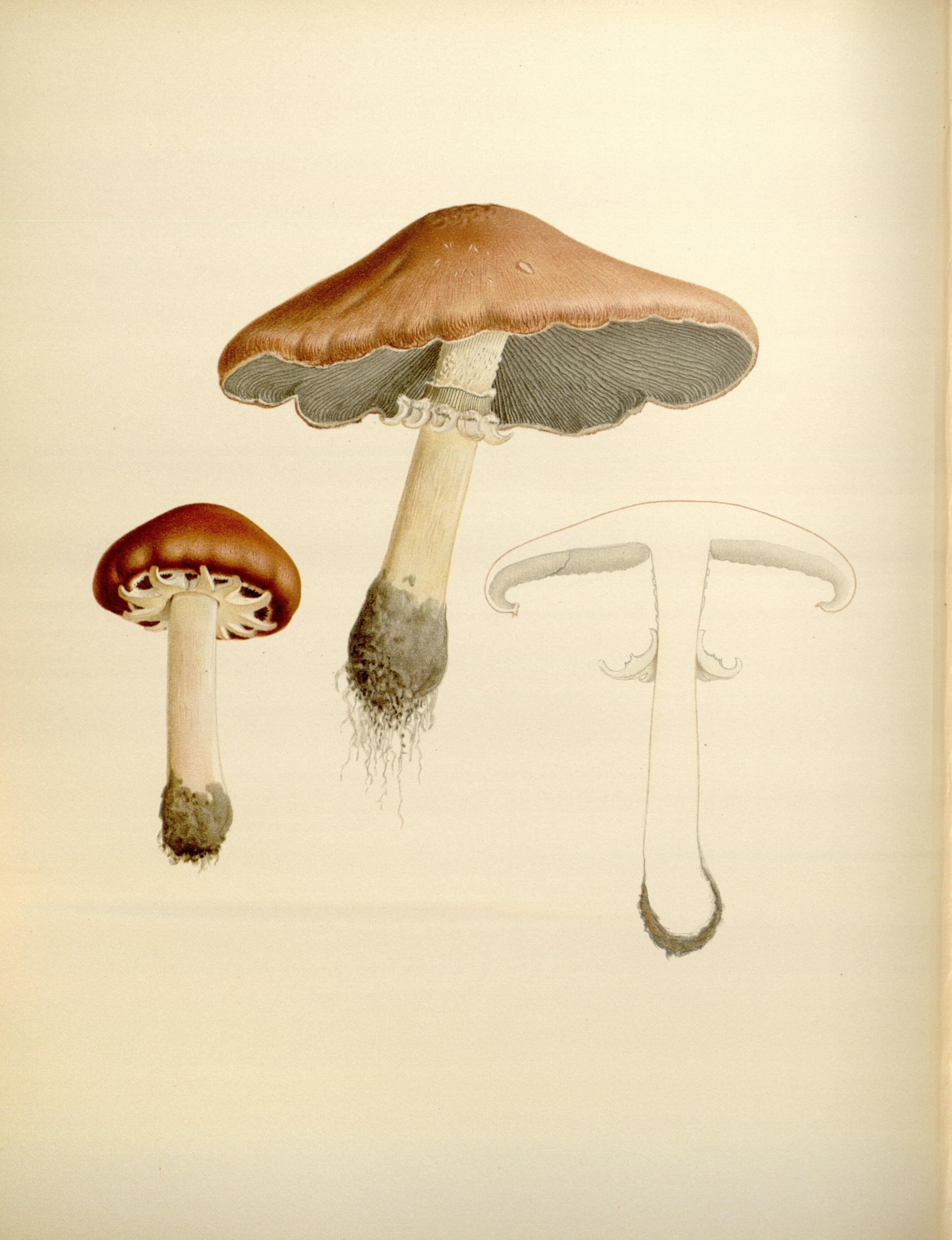
Illustration de 1929 par Farlow.

L'espèce est citée pour la première fois en 1922 par botaniste américain William Gilson Farlow dans une revue des genres Gomphidius et Stropharia publiée par William Alphonso Murrill. Sous le nom Stropharia rugoso-annulata, il décrit  un spécimen collecté dans un champ de maïs du village de Waban, près de Newton, en septembre 1905. Bien que la graphie acceptée de l'épithète spécifique soit désormais rugosoannulata sans trait d'union, les deux variantes peuvent être rencontrées dans la littérature.
D'autres espèces sont décrites plus tard, qui s'avèrent des synonymes : Stropharia ammophila par Raymond Naveau en 1923, et Stropharia ferrii par Giacomo Bresadola en 1926. Au cours du XXe siècle, d'autres mycologues tentent de reclasser l'espèce dans d'autres genres : Geophila rugosoannulata (Robert Kühner et Henri Romagnesi, 1953), Nematoloma rugosoannulatum (Seiya Ito, 1959), Psilocybe rugosoannulata (Machiel Noordeloos, 1995). Ces propositions ne sont pas retenues et l'espèce est conservée dans le genre Stropharia.
En 1952, Tsuguo Hongō décrit une forme trouvée au Japon, Stropharia rugosoannulata f. lutea. Son chapeau est jaune doré et son odeur, très fongique, plus agréable que la variante classique.

## Description

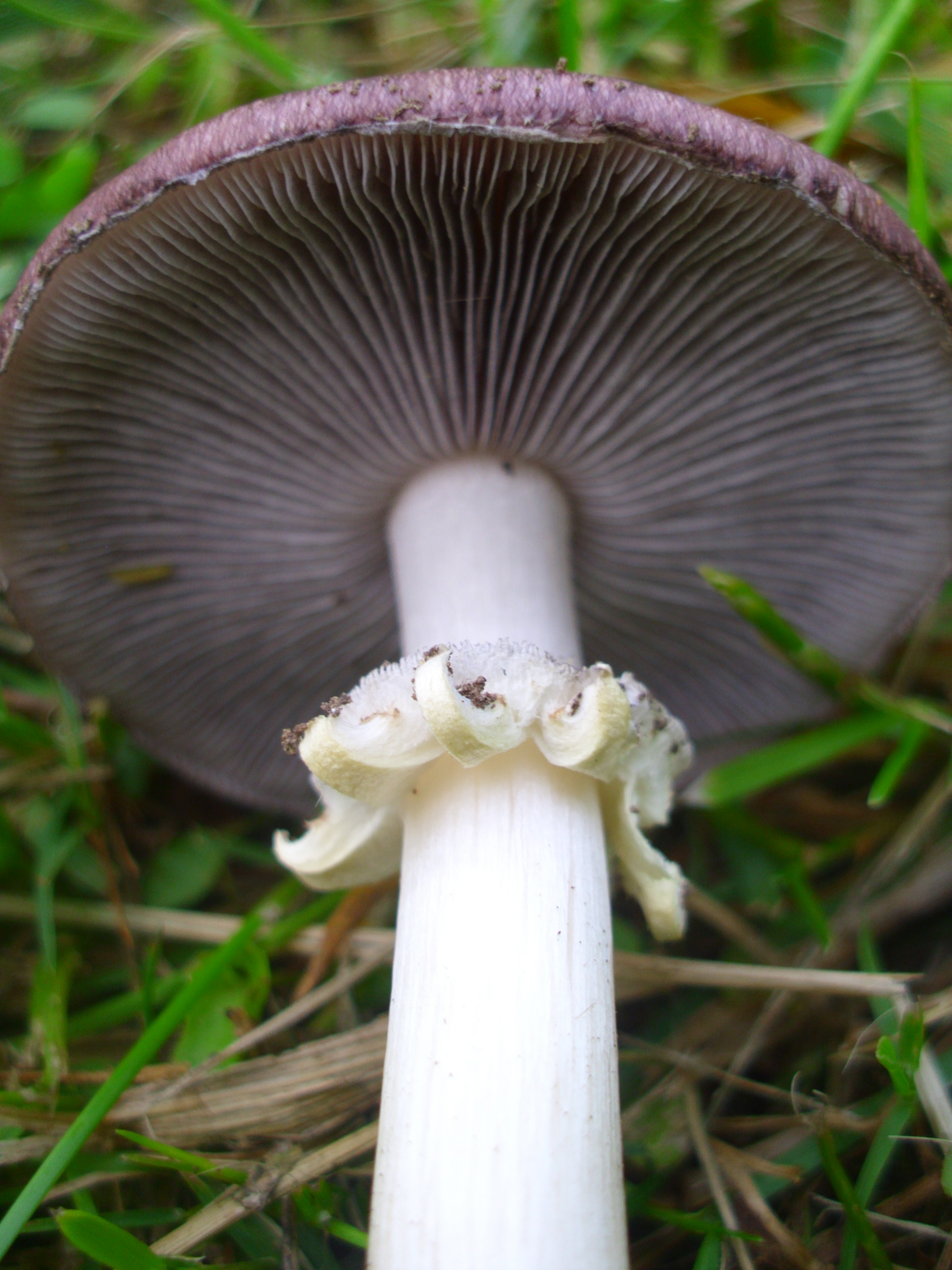
Plan rapproché sur l'anneau denté et les lames blanches salies par les spores.

Le chapeau, qui peut mesurer jusqu'à 20 cm de diamètre, est d'abord campanulé ou convexe, puis s'étale tout en restant souvent faiblement umboné. Il est un peu viscidule et irrégulièrement couvert de restes vélaires blanchâtres, puis devient craquelant avec l'âge. Il est acajou à vineux violacé lorsqu'il est frais, et progressivement plus pâle, tan, ou même presque crème en vieillissant, plus jaune au sec. La marge est très nettement enroulée puis incurvée, et longtemps appendiculée de restes vélaires. Les lames sont adnées et blanches, puis gris-violet. Le stipe, qui est égal ou parfois clavé vers la base, mesure entre 5 et 18 cm de long pour 1 à 3 cm d'épaisseur. Il porte un anneau persistant supère, ample et membraneux, qui est souvent segmenté ou denté en dessous et  sillonné ou strié au-dessus. Celui-ci est blanc, mais vite noirci par la sporée. La base du pied est reliée à de nombreux cordons mycéliens blancs. Sa surface est jaune ochracé et finement écailleuse au-dessus de l'anneau, et glabre ou fribrilleuse en dessous. La chair est blanche, épaisse et assez ferme. Elle a une saveur douce ou faiblement amère et raphanoïde. Son odeur est d'abord  assez indistincte, plus ou moins métallique, puis semblable à celle des cèpes séchés en vieillissant. La sporée est gris-pourpre très foncé.

## Habitat et distribution
C'est une espèce saprotrophe qui pousse en troupe sur l'humus, comme la paille, les copeaux de bois ou la sciure, ainsi que dans les milieux urbains ouverts comme les jardins ou les parcs, dans les forêts de feuillus, dans les pâturages et les champs cultivés.
Elle assez commune et répandue à travers toute l'Amérique du Nord et l'Europe, où elle pourrait avoir été introduite. Elle aurait également été introduite en Australie et en Nouvelle-Zélande[réf. souhaitée]. La fructification intervient de mai à octobre, surtout par temps frais.

## Usages humains

### Comestibilité
C'est une des seules strophaires qui soit comestible et elle est cultivée pour l'alimentation. Elle est légèrement parfumée et son goût est un peu fade, mais elle présente l'avantage d'être grande et charnue. En Europe centrale, elle est servie mijotée, grillée ou marinée. Néanmoins, la consommation de spécimens sauvages pourrait provoquer des gastro-entérites chez certaines personnes.

### Culture

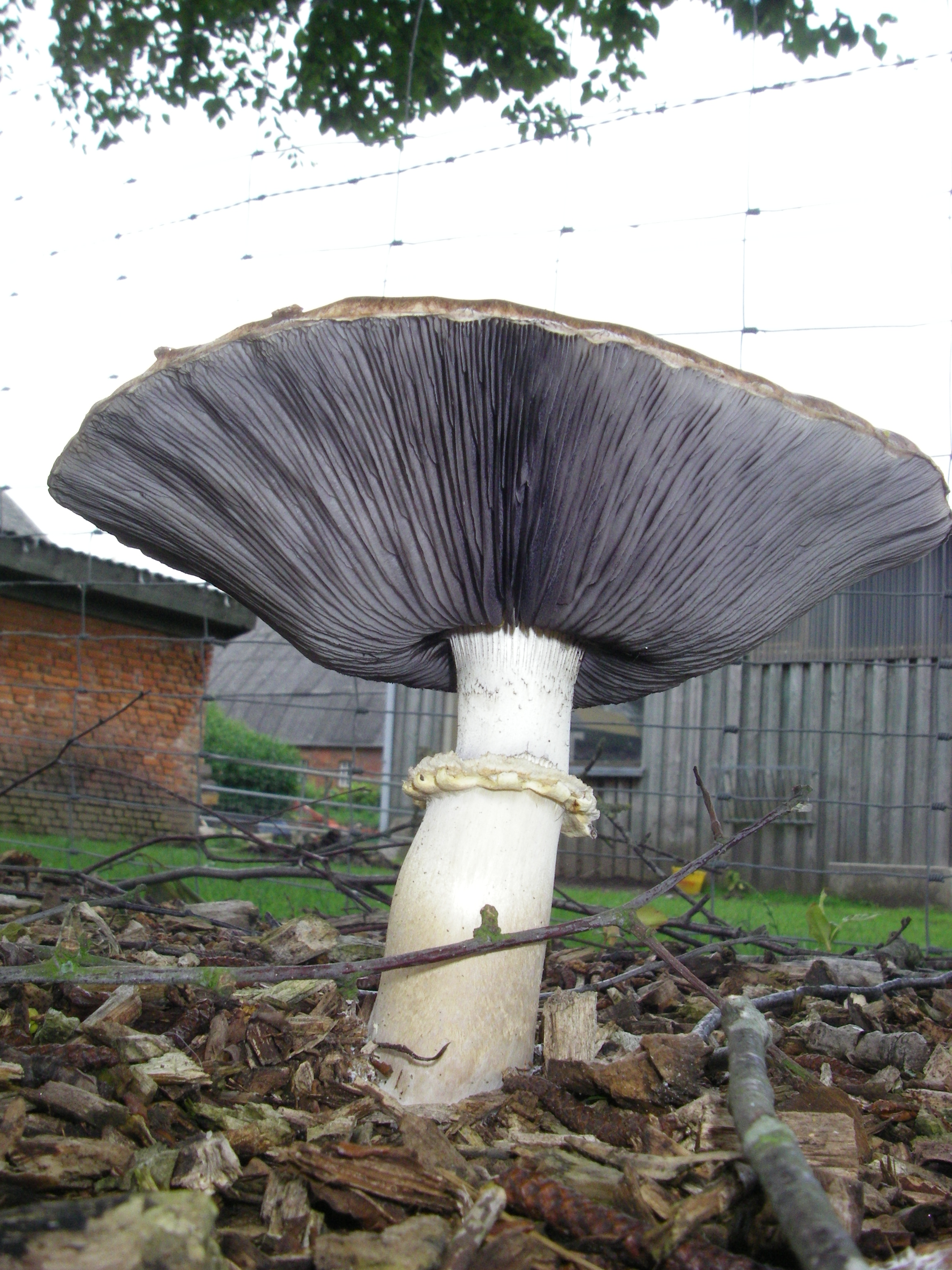
Le « géant des jardins » en Allemagne.

La domestication du « cèpe de paille » est entreprise dans les années 1960 par un botaniste de la République démocratique allemande. Son idée est d'offrir un passe-temps rentable aux détenteurs de parcelles de jardin. Il récolte les spores initiales dans des champs de pommes de terre aux alentours de Berlin, puis après plusieurs expériences, il publie en 1969 un livret d'instructions pour la culture du champignon. La méthode simple et facile séduit rapidement un large public, et se propage d'abord en RDA, puis en Pologne, en Hongrie et en Tchécoslovaquie. Le champignon, qui pousse facilement sur la paille et peut peser jusqu'à 60 g, est en effet attrayant et mérite son surnom allemand de Gartenriese (« géant des jardins »). 
L'inoculat de mycélium est vendu sous forme de cylindre d'un litre et permet de cultiver entre 1 et 1,5 m2 de surface. Il est divisé en portions et planté en extérieur dans le substrat à base de paille. On conseille d'ensemencer en juin, pour une récolte à partir d'août et jusqu'au premières gelées. Contrairement à d'autres champignons de culture, la strophaire doit être récoltée à pleine maturité, c'est-à-dire lorsque le voile partiel se rompt et découvre les lames, mais que le chapeau est encore en forme de cloche. La récolte peut se poursuivre tant que la marge est enroulée et que les lames sont grises.
Étant donné cette production principalement domestique, les rendements rapportés dans la littérature varient fortement : de 3 à 30 kg par mètre carré. Le champignon présente néanmoins plusieurs désavantages, comme une période de croissance assez longue et une certaine fragilité qui rend son stockage difficile. Il n'est donc pas l'objet de culture mécanisée à grande échelle, car d'autres espèces s'y prêtent mieux.